# A9 (autoestrada)
A A9 ou Circular Regional Exterior de Lisboa (CREL) é uma autoestrada portuguesa, que liga Caxias com Alverca, fazendo uma circular pelo exterior da capital, tendo uma extensão total de 34,4 km.
Tem início junto ao Estádio Nacional do Jamor, no Vale do Jamor, mais concretamente, a Estrada Nacional 6-3 e, com uma orientação circular predominantemente sudoeste–nordeste, articula-se ao longo do seu percurso com alguns dos principais acessos a Lisboa, quer a nível regional (IC19, A16, IC22) quer inter-regional (A8, A10). Passa junto a Queluz (onde se fez honra em preservar o Monumento Natural de Carenque, com as suas jazidas de pegadas de dinossauros), a Odivelas e a Loures e termina, após 35 km, em Alverca, na confluência com a principal autoestrada de Portugal, a A1.
Apesar de não passar, na totalidade do seu percurso, a mais de 20 km do centro de Lisboa, desenrola-se quase totalmente em ambientes semiurbanos e rurais – junto a vilas e aldeias dos arredores da capital. Desenvolve-se também em terrenos bastante montanhosos, obrigando a mais de quinze viadutos e a dois túneis. Atravessa, em diferentes áreas, os concelhos de Oeiras, Sintra, Amadora, Odivelas, Loures e Vila Franca de Xira.
Está concessionada à Brisa e, depois de nos primeiros meses de funcionamento ter tido portagens na totalidade do percurso, estas foram abolidas em dezembro de 1995. Em 1 de janeiro de 2003 as portagens foram reintroduzidas, decisão que, já na altura, motivou bastante polémica. Actualmente, um percurso entre os dois extremos da A9 custa 3,40 euros para um veículo Classe 1.

## Túneis
Dados os terrenos em que esta autoestrada se desenvolve, foi necessária a construção de dois túneis, um a cerca de 7 km do outro. O Túnel de Carenque, situado ao quilómetro 9 e, com cerca de 200 metros de extensão, destina-se a atravessar a Serra da Carregueira, próxima a Belas, Sintra. O outro túnel, o Túnel de Montemor, situado ao quilómetro 17, com cerca de 650 metros, atravessa a Serra da Amoreira, na freguesia de Caneças, Odivelas.

## Estado dos Troços
| Troço            | Situação             | km   |
| ---------------- | -------------------- | ---- |
| EN6-3 - Queluz   | Em serviço (1994)    | 4,2  |
| Queluz - Alverca | Em serviço (09/1995) | 31,5 |

## Capacidade

### Perfil
| Troço           | Perfil | Extensão |
| --------------- | ------ | -------- |
| EN6-3 - Alverca |        | 35 km    |

### Tráfego[4]
| Troço                                         | Tráfego médio mensal, setembro de 2016 |
| --------------------------------------------- | -------------------------------------- |
| EN6-3 – Queluz (A36)                          | 26.535                                 |
| Queluz – A16                                  | 22.716                                 |
| A16 – Radial da Pontinha                      | 32.417                                 |
| Radial da Pontinha – Radial de Odivelas (A40) | 20.997                                 |
| Radial de Odivelas (A40) – A8                 | 21.642                                 |
| A8 – Bucelas (Zambujal)                       | 20.721                                 |
| Bucelas (Zambujal) – A10                      | 12.892                                 |
| A10 – Alverca (A1)                            | 7.540                                  |

## Incidente de 2010
A 24 de janeiro de 2010, pelo meio da tarde, junto a Belas, imediatamente após o nó com a recém-aberta autoestrada A16, uma violenta derrocada num terreno montanhoso próximo lançou centenas de quilos de terra e pedras para o meio da via, ocupando e danificando os dois sentidos. Não houve registo de qualquer acidente rodoviário provocado por esta situação, contudo, o troço em questão teve que ser cortado, tendo sido criado um desvio alternativo através da N250, paralela ao troço danificado, obrigando a alguns congestionamentos. A 25 de fevereiro de 2010, o troço foi reaberto na sua totalidade.

## Saídas

### EN6-3 – Alverca
| Número da saída                      | km | Ligação                                                    | Estrada que liga |
| ------------------------------------ | -- | ---------------------------------------------------------- | ---------------- |
|                                      | 0  | Caxias / Avenida Marginal                                  | N 6-3            |
| 1                                    | 0  | Cascais / Oeiras Lisboa / Linda-a-Velha / Estádio Nacional | A 5              |
| 2                                    | 4  | Sintra / Amadora / Queluz                                  | IC 19            |
| Praça de Portagem de Queluz (km 4)   |    |                                                            |                  |
| 2A                                   | 7  | Cascais / Sintra / Agualva-Cacém                           | A 16             |
| 3                                    | 10 | Belas / IC17 - CRIL                                        | IC 16            |
| 4                                    | 17 | Odivelas N250 Loures / Caneças                             | IC 22 N250       |
| 5                                    | 20 | Loures / Leiria / IC17 - CRIL                              | A 8              |
| 6                                    | 24 | São Julião do Tojal / Bucelas / MARL                       | N 115            |
| 7                                    | 32 | Benavente / Arruda dos Vinhos                              | A 10             |
| 8                                    | 35 | Lisboa / Sacavém / A12 SUL Porto / Vila Franca             | A 1              |
| Praça de Portagem de Alverca (km 35) |    |                                                            |                  |
|                                      | 35 | Alverca / Alhandra Bucelas / Vialonga                      | N 116            |

## Áreas de serviço
- Área de Serviço CREL Sul (km 7) Encerrada
- Área de Serviço CREL Norte (km 22)